# حشره‌خوار سیبری
 حشره‌خوار سیبری (نام علمی: Crocidura sibirica) نام یک گونه از سرده حشره‌خوارهای دندان‌سفید است.